# Mesoceration maluti
Mesoceration maluti är en skalbaggsart som beskrevs av Perkins 2008. Mesoceration maluti ingår i släktet Mesoceration och familjen vattenbrynsbaggar. Inga underarter finns listade i Catalogue of Life.